# Chiesa di Santa Croce (Treviso)
La chiesa di Santa Croce è un edificio religioso, oggi sconsacrato, di Treviso.

## Storia
La chiesa è sorta come cappella dell'ex ospedale di San Leonardo ed è perfettamente inserita nel complesso. L'intitolazione ricorda una preziosa reliquia della Vera Croce, donata all'ospedale da Paolo da Sassoferrato nel 1451. Veniva portata in processione il venerdì santo e in altri rari eventi, come raffigura la tela di Bartolomeo Orioli ivi custodita.
Oggi sconsacrato, l'edificio è attualmente proprietà dall'ULSS di Treviso. Di recente è stato recuperato dalla Fondazione Cassamarca come sede di conferenze ed eventi musicali.

## Descrizione

### Arte e architettura
L'attuale aspetto dell'edificio si deve alla ristrutturazione del 1739 su progetto di Ottavio Scotti.
La facciata è in mattoni e pietra d'Istria, con quattro pilastri corinzi poggianti su alti basamenti, stretta tra il cosiddetto palazzo della Dogana e l'ala più recente del complesso.
L'interno, con un alto soffitto a vela, racchiude due altari in marmo (ma in origine sarebbero stati tre). In un locale attiguo, separato da una grata, potevano assistere alla messa le orfanelle assistite dall'ospedale.
Su tre lati dell'unica navata si articola il coro ligneo, terminando sul quarto lato con due confessionali. Al centro si trova l'altare maggiore, disegnato dallo stesso Scotti; il tabernacolo racchiudeva uno sportello ligneo dipinto con un Cristo in Pietà di Dario da Treviso (1451) e ora custodito al Museo Bailo.
L'altro altare, in marmo nero e rosso di Verona, fu commissionato dalla famiglia Azzalini ed è ornato da una pala di Domenico Maggiotto raffigurante la Vergine con i Santi Domenico e Rosa.
Sulla parete sinistra si trovano le due grandi tele di Bartolomeo Orioli, commissionate nel 1624: Paolo Sassoferrato giacente in letto moribondo e Sant'Elena ritrova la Croce. Sulla parte alta delle pareti sta un ciclo di tele rappresentanti le Sibille, le quali avrebbero predetto la Passione di Cristo.
L'altra parete presente un altro grande dipinto dell'Orioli, la Processione della reliquia della Croce.

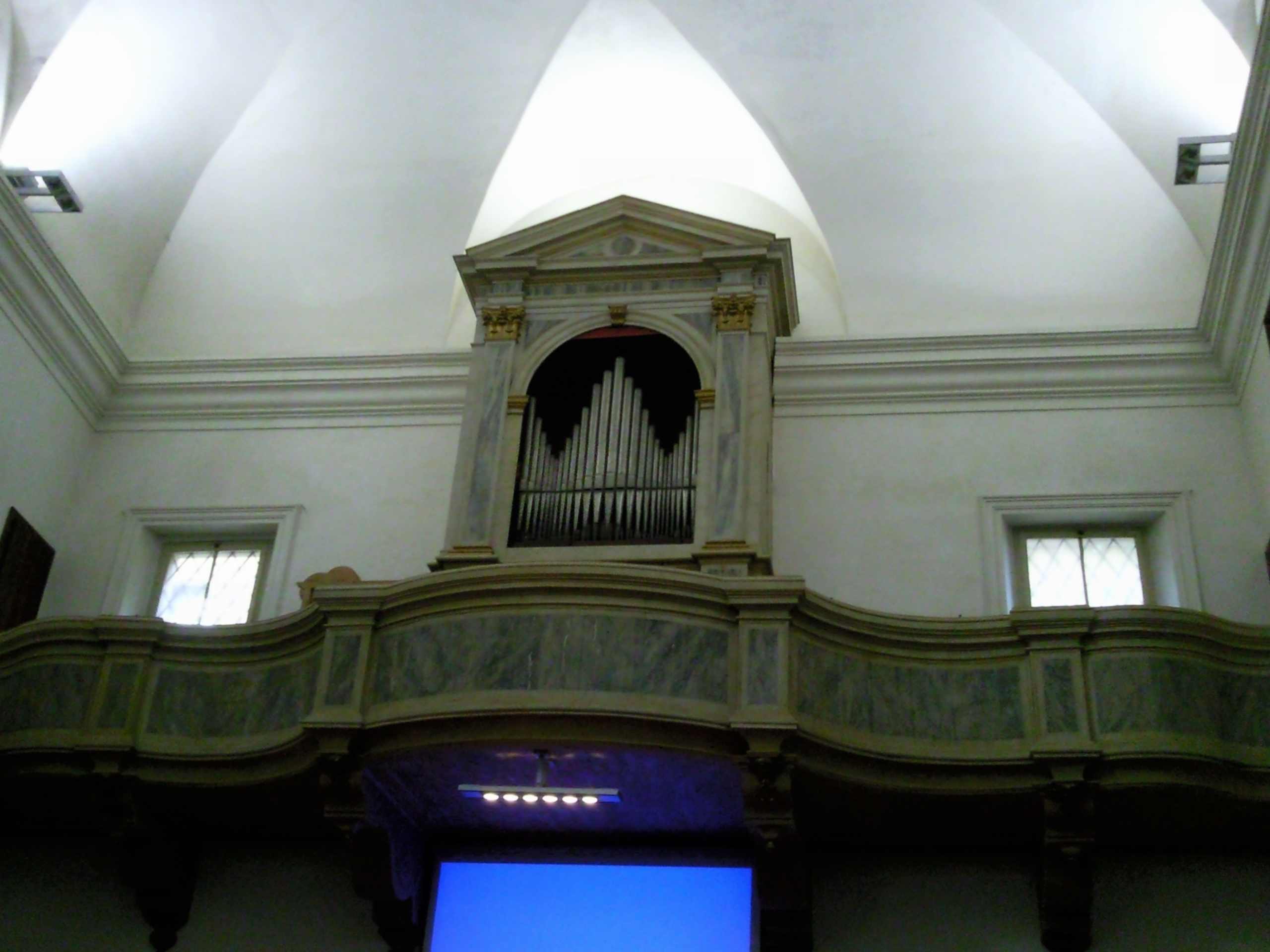
L'organo.

### Organo a canne
Sopra l'ingresso sta la cantoria con l'organo meccanico di Pietro Nacchini: risalendo al 1750, è il più antico strumento del genere a Treviso ed è tuttora perfettamente funzionante. Esso ha un'unica tastiera spezzata di 45 tasti (Do1 - Sol5) con prima ottava corta, pedaliera scavezza a leggio di 18 pedali, di cui l'ultimo corrisponde al tamburo; la trasmissione è integralmente meccanica.